# 松尾ビル
松尾ビル（まつおビル）とは兵庫県神戸市中央区元町通に存在する建築物の名称。1925年築、登録有形文化財。

## 概要
元町通東側の角地に面して建つ百貨店建築で旧小橋屋呉服店神戸支店。設計、施工は竹中工務店。建物内は蛇腹戸の手動式エレベーターが現役で稼動している。元町通にアーケードがかかっているため、建物北側正面上部の外観は見られなくなっているが、2023年に隣接していた旧ホテルシェレナ西棟が解体されたため、一時的に側面の外観が見える状態となった。

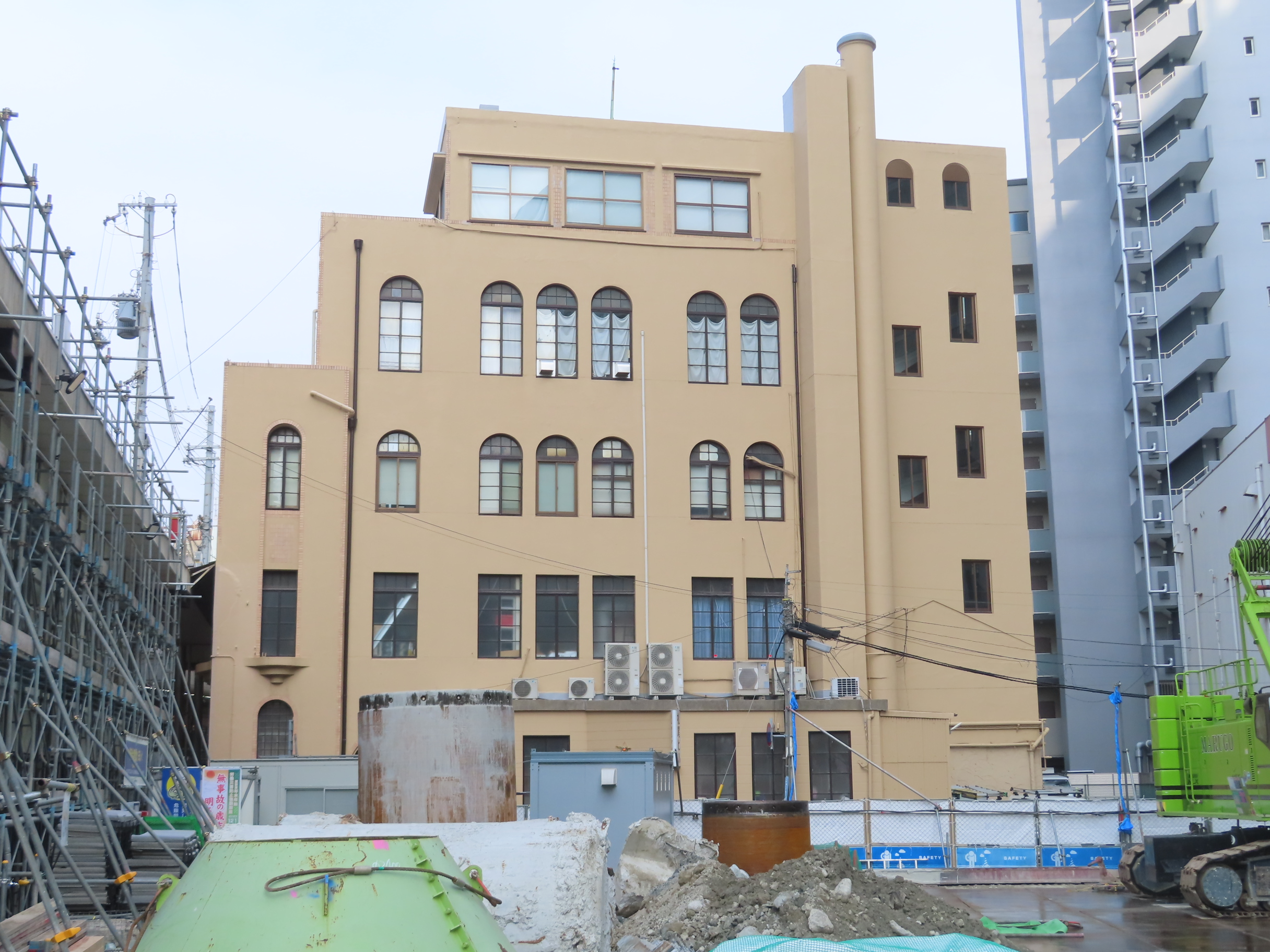
建物の全景
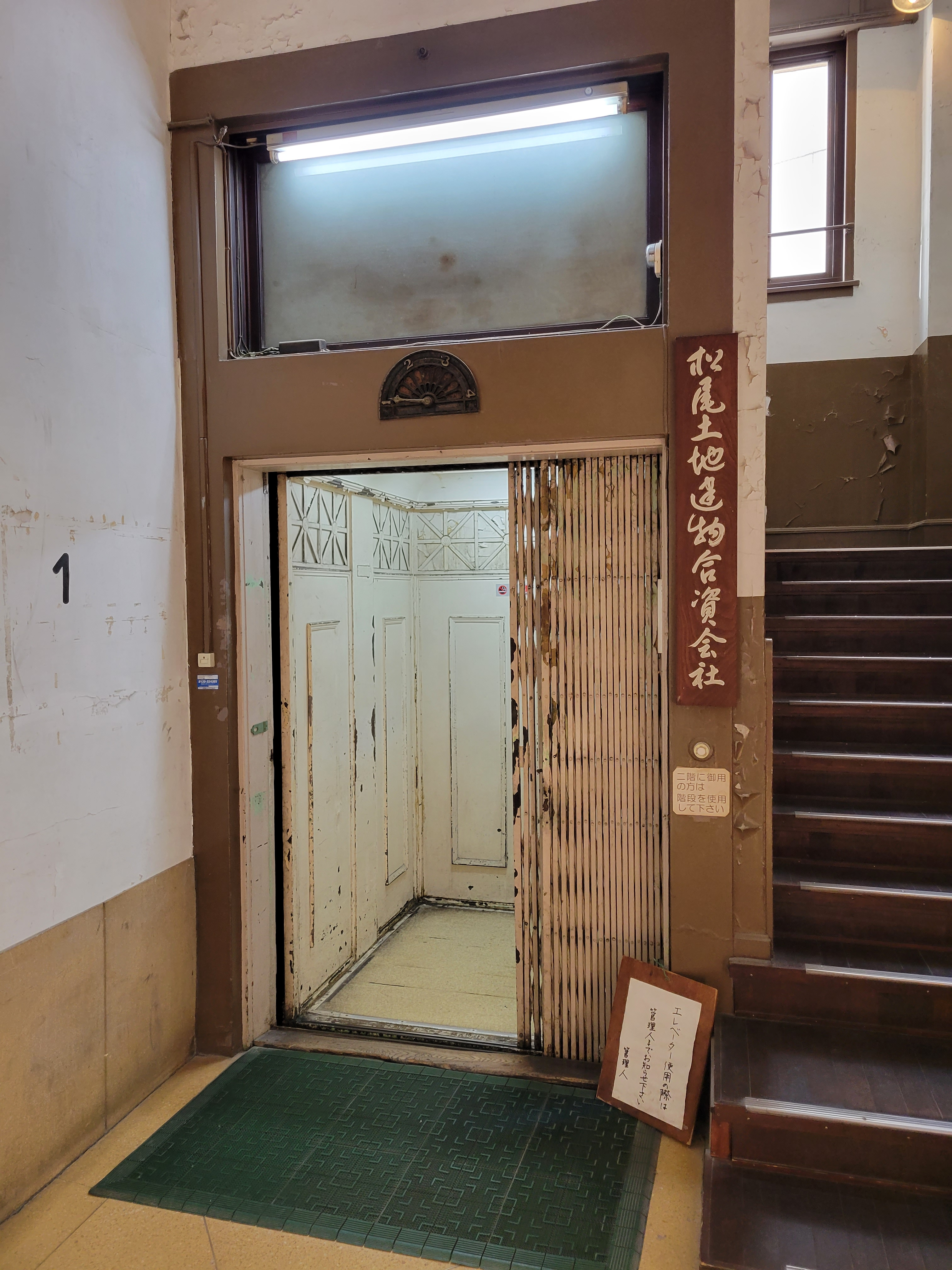
手動エレベーター